# Nasdaq Composite

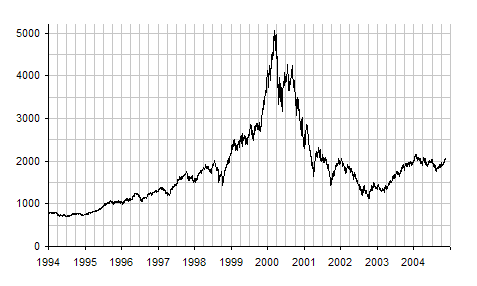
Evolució de l'índex Nasdaq.

L'índex Nasdaq Composite és un índex borsari dels Estats Units que inclou tots els valors (tant nacionals com internacionals) que cotitzen al mercat Nasdaq, un total de més de 5000 empreses. L'índex va ser desenvolupat amb un nivell base 100 a data 5 de febrer de 1971.
Les empreses es ponderen pel criteri de capitalització. L'alta ponderació de valors tecnològics dins del mercat Nasdaq, ha fet aquest índex molt popular, encara que és més volàtil i especulatiu que el NYSE.
No s'ha de confondre amb l'índex Nasdaq 100, que inclou les cent majors empreses no financeres del mercat Nasdaq.
Funciona, com la resta de mercats dels Estats Units, des de les 9:30h fins a les 16:00, hora local (des de les 16:30 fins a les 22:00, hora catalana).